# Guineu voladora de l'illa Pemba
La guineu voladora de l'illa Pemba (Pteropus voeltzkowi) és una espècie de ratpenat de la família dels pteropòdids. És endèmica de l'illa Pemba (Tanzània). El seu hàbitat natural són els boscos primaris i secundaris, així com els manglars. Està amenaçada per la caça i la destrucció d'hàbitat.